# Racopilum leptotapes
Racopilum leptotapes är en bladmossart som beskrevs av C. Müller och Cardot in Grandidier 1915. Racopilum leptotapes ingår i släktet Racopilum och familjen Racopilaceae. Inga underarter finns listade i Catalogue of Life.